# Malayala Manorama
Малаяла Манорама (малаял. മലയാള മനോരമ, Malayala Manorama) — популярна малаялам-мовна щоденна газета, найпоширеніша в індійському штаті Керала. Газета належить The Manorama group, що також видає щорічну енциклопедію Manorama Yearbook та тижневик The Week. Тираж газети становить близько 1,5 млн примірників, що за даними Аудиторського бюро тиражів робить газету третьою за тиражем в Індії.